# Neocorynura norops
Neocorynura norops är en biart som först beskrevs av Joseph Vachal 1904.  Neocorynura norops ingår i släktet Neocorynura och familjen vägbin. Inga underarter finns listade i Catalogue of Life.